# Dmytro Biłonoh
Dmytro Iwanowycz Biłonoh, ukr. Дмитро Іванович Білоног (ur. 26 maja 1995 w Czerkasach) – ukraiński piłkarz, grający na pozycji pomocnika.

## Kariera piłkarska

### Kariera klubowa
Wychowanek klubu Szachtar Donieck, barwy którego bronił w juniorskich mistrzostwach Ukrainy (DJuFL). 14 lipca 2013 rozpoczął karierę piłkarską w trzeciej drużynie Szachtara. 31 sierpnia 2015 przeszedł do Urału Jekaterynburg. 29 lipca 2016 został wypożyczony na rok do Zirki Kropywnycki. 6 stycznia 2018 opuścił Urał, a 14 lutego 2018 podpisał nowy kontrakt z Zirką Kropywnycki. 28 sierpnia 2018 został wypożyczony do Olimpiku Donieck. 16 stycznia 2019 wrócił do Zirki. 1 kwietnia 2019 przeszedł do Dynamy Mińsk.

### Kariera reprezentacyjna
Występował w juniorskich reprezentacjach U-17 i U-19. W 2014 został powołany do młodzieżowej reprezentacji Ukrainy.